# Челопеци
Челопеци (на македонска литературна норма: Челопеци) е село в Северна Македония, в община Кичево.

## География
Селото е разположено на левия бряг на Треска (Голема) в областта Рабетинкол в подножието на Челоица.

## История
Според „Кичево в миналото си и сега“ Челопеци е българско село, потурчено след XVI век.
В XIX век Челопеци е село в Кичевска каза на Османската империя. Църквата „Свети Илия“ е от 1861 година. В „Етнография на вилаетите Адрианопол, Монастир и Салоника“, издадена в Константинопол в 1878 година и отразяваща статистиката на населението от 1873 година, Гелопеци (Guelopetzi) е посочено като село с 29 домакинства със 120 жители българи.
Според статистиката на Васил Кънчов („Македония. Етнография и статистика“) към 1900 година в Челопеци живеят 290 българи християни и 100 българи мохамедани.
На Етнографската карта на Битолския вилает на Картографския институт в София от 1901 година Челопеци е смесено село българи, помаци и албанци в Кичевската каза на Битолския санджак с 55 къщи.
Цялото християнско население на селото е под върховенството на Българската екзархия. По данни на секретаря на екзархията Димитър Мишев („La Macédoine et sa Population Chrétienne“) в 1905 година в Челопеци има 160 българи екзархисти.
Статистика, изготвена от кичевския училищен инспектор Кръстю Димчев през лятото на 1909 година, дава следните данни за Челопеци:
| Домакинства | Гурбетчии | Грамотни | Грамотни | Грамотни | Неграмотни | Неграмотни | Неграмотни |
| Домакинства | Гурбетчии | мъже     | жени     | общо     | мъже       | жени       | общо       |
| ----------- | --------- | -------- | -------- | -------- | ---------- | ---------- | ---------- |
| 34          | 46        | 17       | 0        | 17       | 89         | 92         | 181        |

При избухването на Балканската война в 1912 година 2 души от селото са доброволци в Македоно-одринското опълчение.
След Междусъюзническата война в 1913 година селото попада в Сърбия.
На етническата си карта на Северозападна Македония в 1929 година Афанасий Селишчев отбелязва Челопеци като българско село.
По време на българското управление във Вардарска Македония в годините на Втората световна война, Трени М. Стефанов е български кмет на Дворци и Челопеци от 17 септември 1941 година до 27 ноември 1943 година. След това кмет е Тодор Дим. Цветков от Горно Пещене (26 януари 1944 – 19 май 1944).
Според преброяването от 2002 година селото има 318 жители.
| Националност | Всичко |
| македонци    | 31     |
| албанци      | 10     |
| турци        | 276    |
| роми         | 0      |
| власи        | 0      |
| сърби        | 0      |
| бошняци      | 0      |
| други        | 1      |

От 1996 до 2013 година селото е част от община Вранещица.

## Личности
Родени в Челопеци
- Атанас Илиев Стоянов (1878 – след 1943), български революционер